# Anteros aurigans
Espèce
Anteros aurigans est une espèce d'insectes lépidoptères de la famille des Riodinidae et du genre Anteros.

## Dénomination
Anteros aurigans a été nommée par Jean-Yves Gallard et Christian Brévignon en 1989.

## Écologie et distribution
Anteros aurigans n'est présent qu'en Guyane.